# Barnstorf
 Ikke at forveksle med Barnstorf (Samtgemeinde).
Barnstorf er en kommune i i Landkreis Diepholz i den tyske delstat Niedersachsen. Den ligger omkring 15 km nordøst for byen Diepholz.

## Geografi
Barnstorf ligger ved floden Hunte, mellem Naturpark Dümmer og Naturpark Wildeshauser Geest cirka midtvejs mellem Bremen og Osnabrück. Vest for byen ligger Große Moor.
Barnstorf er også administrationsby for amtet ("Samtgemeinde")Barnstorf.
Barnstorf er hjemsted for fodboldklubben Barnstorfer SV.